# Wilfred Bouma
Wilfred Bouma (ur. 15 czerwca 1978 w Helmond) – holenderski piłkarz który grał na pozycji obrońcy.
Bouma, nim przeszedł w 1994 roku do zespołu PSV Eindhoven, grał w juniorskim zespole SV Rood-Wit '62. 26 października 1994 roku trener Aad de Mos umożliwił debiut Boumie w Eredivisie w meczu przegranym 1-2 przez PSV Eindhoven z Willem II Tilburg. Jednak Bouma nie grał w pierwszym zespole prawie w ogóle – przez 2,5 sezonu zagrał tylko 6 razy. Został więc wypożyczony w 1996 roku do MVV Maastricht – klubu z 2 ligi, gdzie w 18 meczach zdobył 7 bramek, a drużyna awansowała do 1 ligi. W następnym sezonie 1997–1998 w Eredivisie Bouma rozegrał 33 mecze i strzelił 6 goli. Następny sezon (1998–1999) spędził z kolei na wypożyczeniu do Fortuny Sittard, gdzie grał ze swoim kolegą z PSV Eindhoven, Markiem van Bommelem. W 1999 roku Bouma wreszcie powrócił do PSV Eindhoven.
W PSV Eindhoven Bouma początkowo grał jako lewoskrzydłowy, z powodu dobrego przyspieszenia i dokładnego podania, które niejednokrotnie umożliwiało zdobywanie bramek napastnikom PSV Eindhoven – Ruudowi van Nistelrooyowi i Arnoldowi Brugginkowi. W sezonie 1999–2000 z klubu odszedł Arthur Numan, w związku z czym Bouma przeszedł na pozycję lewego obrońcy, mimo że jako konkurenta miał weterana Jana Heintze. W PSV Eindhoven Bouma grał aż do lata 2005, kiedy to został sprzedany do klubu Premier League, Aston Villi za 3,5 miliona funtów, gdzie również gra na pozycji obrońcy. W PSV Eindhoven 4-krotnie zdobył mistrzostwo Holandii (2000, 2001, 2003, 2005) i raz Puchar Holandii w 2005 roku.
Gdy zaczęły się kwalifikacje do MŚ w 2002, Bouma został powołany do reprezentacji Holandii. 2 września 2000 roku zadebiutował w zremisowanym 2-2 w Amsterdamie meczu z reprezentacją Irlandii. Jednak Holandia nie awansowała do Mundialu 2002 zajmując 3. miejsce w grupie, a selekcjoner Louis van Gaal podał się do dymisji. Na Euro 2004 Dick Advocaat także postanowił skorzystać z usług Boumy, który był podstawowym zawodnikiem linii obrony, a Holandia zajęła wówczas 3. miejsce. 26 maja 2008 został powołany przez Marco van Bastena na Euro 2008.
Wilfred Bouma doznał wyjątkowo ciężkiej kontuzji w rewanżowym meczu pucharu Intertoto przeciwko duńskiemu Odense. Piłkarz ma przesuniętą kostkę. Bouma doznał tej ciężkiej kontuzji po starciu z napastnikiem duńskiej drużyny, Baye Djiby Fallem. Oszołomiony zawodnik otrzymywał tlen zanim został zniesiony z boiska – tak silny był ból po doznaniu kontuzji.
Piłkarz Odense, widząc co się stało również doznał szoku. Gwiazda Aston Villi, Craig Gardener był natomiast zrozpaczony. Boumę przewieziono do szpitala w Birmingham, gdzie natychmiast jego noga została włożona w gips. „To dla nas wielki cios” – mówił potem menedżer zespołu Martin O’Neill.
30 sierpnia 2010 roku piłkarz związał się dwuletnim kontraktem z PSV Eindhoven.

## Kariera
| Sezon   | Klub            | Rozgrywki             | Mecze | Bramki |
| ------- | --------------- | --------------------- | ----- | ------ |
| 1994/95 | PSV Eindhoven   | Eredivisie            | 1     | 0      |
| 1995/96 | PSV Eindhoven   | Eredivisie            | 4     | 0      |
| 1996/97 | PSV Eindhoven   | Eredivisie            | 1     | 0      |
| 1996/97 | MVV Maastricht  | Eerste divisie        | 18    | 7      |
| 1997/98 | MVV Maastricht  | Eredivisie            | 33    | 6      |
| 1998/99 | Fortuna Sittard | Eredivisie            | 33    | 5      |
| 1999/00 | PSV Eindhoven   | Eredivisie            | 27    | 9      |
| 2000/01 | PSV Eindhoven   | Eredivisie            | 20    | 0      |
| 2001/02 | PSV Eindhoven   | Eredivisie            | 27    | 3      |
| 2002/03 | PSV Eindhoven   | Eredivisie            | 27    | 1      |
| 2003/04 | PSV Eindhoven   | Eredivisie            | 32    | 5      |
| 2004/05 | PSV Eindhoven   | Eredivisie            | 28    | 1      |
| 2005/06 | PSV Eindhoven   | Eredivisie            | 3     | 0      |
| 2005/06 | Aston Villa     | Premier League        | 20    | 0      |
| 2006/07 | Aston Villa     | Premier League        | 25    | 0      |
| 2007/08 | Aston Villa     | Premier League        | 38    | 1      |
| 2008/09 | Aston Villa     | Premier League        | 0     | 0      |
| 2009/10 | Aston Villa     | Premier League        | 0     | 0      |
| 2010/11 | PSV Eindhoven   | Eredivisie            | 26    | 3      |
| 2011/12 | PSV Eindhoven   | Eredivisie            | 27    | 1      |
| 2012/13 | PSV Eindhoven   | Eredivisie            | 23    | 0      |
|         |                 | Łącznie w Eredivisie  | 310   | 34     |
|         |                 | Łącznie w Premiership | 83    | 1      |